# 维尔纳·哈泽
维尔纳·哈泽（德語：Werner Haase，1900年8月2日—1950年11月30日）是一位納粹德國時期的親衛隊官員與醫學教授，同時也是元首阿道夫·希特勒的私人醫生之一。

## 早年生活與教育
哈泽於1900年8月2日出生在薩克森-安哈特東部城市克滕，並於1918年自中學畢業。第一次世界大戰期間，哈泽進入德意志帝國陸軍第66步兵團服役。戰爭結束後，他於1924年取得醫學學位，隨後成為一名醫師。	

## 職業生涯
哈泽於1927年起擔任隨船醫生，隨後於1933年加入納粹黨。自1934年以降，哈泽均於柏林大學附設醫療院所內擔任醫師。
在卡爾·勃蘭特的推薦下，哈泽成為阿道夫·希特勒的私人醫生之一。1934年4月1日，哈泽加入親衛隊，隨後於1943年6月16日晉升至親衛隊上級突擊隊大隊領袖。希特勒對哈泽的評價很高。根據蘇聯史料紀載，希特勒於1943年8月2日哈泽43歲生日當天向其派發了祝賀電報，表示：「請接受我在你生日這天的誠摯祝福。」。

### 1945年4月至5月
1945年4月下旬，柏林戰役接近尾聲之際，哈泽與同為醫師的恩斯特·申克在帝國總理府下方的大型地窖內設置了緊急醫療站，救治大量負傷的德軍官兵與平民。雖然哈泽的手術經驗遠較申克來的豐富，但他卻為結核病感染所苦，因此時常必須躺下以緩解疼痛，同時透過口頭指導的方式協助申克進行手術。
1945年4月23日，希特勒的另一位私人醫生特奧多爾·莫雷爾與其他數人乘坐飛機離開柏林前往上薩爾茨堡，並將希特勒的藥物交由哈泽與希特勒的隨從海因茨·林格保管。4月29日，希特勒向哈泽表達了其自親衛隊全國領袖海因里希·希姆萊處取得的氰化物膠囊效用的疑慮。為了驗證膠囊的毒性，哈泽餵食希特勒的寵物犬服下一粒，造成其當場死亡。希特勒隨後詢問哈泽最有效的自殺方法，後者表示希特勒應在咬破氰化物膠囊的同時對腦部開槍。哈泽在元首地堡內滯留至4月30日希特勒自殺後的下午，隨後便返回緊急救治站繼續工作。在這七天內，哈泽與申克共執行了約370件手術。5月2日，哈泽、赫尔穆特·孔茨、埃尔娜·弗莱格尔護士與莉泽洛特·切尔温斯卡（Liselotte Chervinska）護士一同遭到蘇聯紅軍俘虜。
5月6日，蘇聯當局指示哈泽前往辨識帝國宣傳部部長約瑟夫·戈培爾、其妻子瑪格達·戈培爾與其六名子女的屍體。哈泽透過戈培爾右腳上穿戴的鐵支架確定了其屍體身份。

## 監禁與病逝
哈泽遭蘇聯俘虜後成為戰俘。1945年6月，蘇聯當局以「擔任納粹德國總理希特勒的私人醫生，同時為希特勒政府、納粹黨與親衛隊成員提供治療」的罪名對哈泽進行審判，但刑期不詳。
1950年，哈泽的結核病越發嚴重，最終死於獄中；據記載其死亡地點為「布提爾監獄醫院」，所指者應該是位於莫斯科特維爾區的布提爾卡監獄。

### 引用
1. 1 2 3  Joachimsthaler 1999，第290頁.
2. ↑  Vinogradov 2005，第85頁.
3. ↑  Lehrer 2006，第117, 119頁.
4. ↑  Mollo 1988，第28頁.
5. ↑  Beevor 2002，第357頁.
6. ↑  O'Donnell 2001，第148, 150–151頁.
7. ↑  Joachimsthaler 1999，第98頁.
8. ↑  O'Donnell 2001，第37, 125, 317頁.
9. ↑  Kershaw 2008，第951–952頁.
10. ↑  Kershaw 2008，第952頁.
11. ↑  O'Donnell 2001，第322–323頁.
12. ↑  O'Donnell 2001，第147, 148頁.
13. ↑  Vinogradov 2005，第62頁.
14. ↑  Longerich 2015，第5頁.
15. ↑  Vinogradov 2005，第84–86頁.
16. ↑  Vinogradov 2005，第83頁.

### 圖書
- Beevor, Antony. . London: Viking-Penguin Books. 2002. ISBN 978-0-670-03041-5.
- Joachimsthaler, Anton. . Brockhampton Press. 1999 [1995]. ISBN 1-86019-902-X.
- Kershaw, Ian. . New York: W. W. Norton & Company. 2008. ISBN 978-0-393-06757-6.
- Lehrer, Steven. . Jefferson, NC: McFarland. 2006. ISBN 978-0-7864-2393-4.
- Mollo, Andrew. Ramsey, Winston , 编. . After the Battle (London: Battle of Britain International). 1988, (61).
- O'Donnell, James P. . New York: Da Capo Press. 2001 [1978]. ISBN 978-0-306-80958-3.
- Vinogradov, V. K. . Chaucer Press. 2005. ISBN 978-1-904449-13-3.
- Longerich, Peter. . New York: Random House. 2015. ISBN 978-1400067510.